# Enfermedades cardiovasculares
Las enfermedades cardiovasculares (ECV), también denominadas cardiovasculopatías, son todas aquellas enfermedades que afectan el corazón o los vasos sanguíneos. Las enfermedades cardiovasculares también incluyen las cardiopatías, que son las enfermedades que afectan al corazón, pero no a los vasos sanguíneos, y las enfermedades de las arterias coronarias como la angina y el infarto de miocardio (comúnmente conocido como ataque al corazón). Pueden tener un origen congénito, hipertensivo, isquémico o inflamatorio. Otras enfermedades cardiovasculares son el accidente cerebrovascular, la insuficiencia cardíaca, la enfermedad cardíaca hipertensiva, la fiebre reumática, la miocardiopatía, el trastorno del ritmo cardíaco, la cardiopatía congénita, las valvulopatías, la carditis, el aneurisma de aorta, la enfermedad vascular periférica y las trombosis.
Las enfermedades cardiovasculares son tratadas por cardiólogos, cirujanos cardiotorácicos, neurólogos, y radiólogos, dependiendo del sistema y órgano tratado; aunque debido a la naturaleza de las causas que las provocan a menudo el ámbito de intervención es mucho más amplio, incluyendo profesionales de la psicología o la nutrición, entre otras. Existe un considerable enlace entre estas especialidades, y es común que incluyan diferentes especialistas del mismo hospital.
Los mecanismos subyacentes varían según la enfermedad. La enfermedad de las arterias coronarias, el ictus y la enfermedad vascular periférica implican aterosclerosis. Esto suele ser causado por hipertensión arterial, tabaquismo, diabetes mellitus, sedentarismo, obesidad, colesterol alto en sangre, mala alimentación y consumo excesivo de alcohol, entre otros. Se estima que la presión arterial alta representa aproximadamente el 13 % de las muertes por enfermedades cardiovasculares, mientras que el tabaco representa el 9 %, la diabetes el 6 %, la falta de ejercicio el 6 % y la obesidad el 5 %. La enfermedad cardíaca reumática puede aparecer después de una faringitis estreptocócica no tratada. La obesidad y la diabetes mellitus a menudo se relacionan con enfermedades cardiovasculares, al igual que un historial de enfermedad renal e hipercolesterolemia crónica. De hecho, la enfermedad cardiovascular es la más potencialmente mortal de las complicaciones diabéticas y los diabéticos tienen entre dos y cuatro veces más probabilidades de morir por causas cardiovasculares que los no diabéticos.
Se estima que hasta el 90 % de las enfermedades cardiovasculares se pueden llegar a prevenir, lo cual implicaría modificar los siguientes factores de riesgo: alimentación saludable, ejercicio, evitar el consumo del tabaco y limitar la ingesta de alcohol. También resulta beneficioso tratar los factores de riesgo, como la presión arterial alta, los lípidos en sangre y la diabetes. Tratar a las personas que tienen faringitis estreptocócica con antibióticos puede reducir el riesgo de enfermedad cardíaca reumática. El uso de aspirina en personas que por lo demás están sanas no tiene un beneficio claro. La enfermedad celíaca no diagnosticada se ha relacionado con numerosas afecciones cardiovasculares.

## Tipos
Hay numerosas enfermedades cardiovasculares que afectan a los vasos sanguíneos, las cuales se denominan enfermedades vasculares.
- Enfermedad de las arterias coronarias - La más común de las ECV. Ocurre cuando el flujo sanguíneo que llega al corazón se ve afectado por la acumulación de placa.
- Enfermedad vascular periférica - Enfermedad de los vasos sanguíneos que irrigan los brazos y las piernas.
- Enfermedad cerebrovascular - Trastornos de los vasos sanguíneos que suministran sangre al cerebro (incluyendo el ictus)
- Estenosis de la arteria renal - Alteración de la luz de la arteria renal.
- Aneurisma de aorta - Es una dilatación localizada que produce una debilidad en la pared de una arteria.

Por otro lado están las enfermedades que afectan al corazón, las cuales se denominan cardiopatías.
- Miocardiopatía - Enfermedad del músculo cardíaco.
- Enfermedad cardíaca hipertensiva - Es la hipertrofia patológica de las células cardíacas del corazón.
- Insuficiencia cardíaca - Incapacidad del corazón para suministrar suficiente sangre a los tejidos.
- Cor pulmonale - Insuficiencia en el lado derecho del corazón con afectación del sistema respiratorio.
- Trastornos del ritmo cardíaco - Anomalías en el ritmo cardíaco.
- Cardiopatías inflamatorias
  - Endocarditis – Inflamación de la capa interna del corazón, el endocardio.
  - Cardiomegalia - Define un agrandamiento anormal del corazón
  - Miocarditis – Inflamación del miocardio, en general debida a un patógeno externo.
  - Miocarditis eosinofílica - Inflamación del miocardio causada por glóbulos blancos eosinofílicos patológicamente activados.
- Valvulopatía - Enfermedad de las valvulas del corazón.
- Enfermedad cardíaca congénita - Malformaciones de la estructura cardíaca existentes al nacer.
- Enfermedad cardíaca reumática - Daño de los músculos y las válvulas cardíacas debido a la fiebre reumática causada por el streptococcus pyogenes.

## Factores de riesgo
Existen muchos factores de riesgo para las enfermedades cardíacas: edad, sexo, tabaquismo, inactividad física, consumo excesivo de alcohol, dietas poco saludables, obesidad, predisposición genética y antecedentes familiares de enfermedades cardiovasculares, presión arterial elevada (hipertensión), aumento de azúcar en sangre (diabetes mellitus), colesterol alto en sangre (hiperlipidosis), enfermedad celíaca no diagnosticada, factores psicosociales, pobreza y bajo nivel educativo y contaminación atmosférica. Si bien la contribución individual de cada factor de riesgo varía entre diferentes comunidades o grupos étnicos y enfermedad cardíaca, la contribución general de estos factores de riesgo es muy constante. Algunos de estos factores de riesgo, como la edad, el sexo o la predisposición genética son inmutables; sin embargo, muchos factores de riesgo cardiovascular importantes se pueden modificar mediante cambios en el estilo de vida, cambios sociales, tratamiento farmacológico (por ejemplo, prevención de la hipertensión, hiperlipidemia y diabetes).

### Edad
La edad es el factor de riesgo más importante en el desarrollo de enfermedades cardiovasculares, llegando a triplicar el riesgo con cada década de vida cumplida. Al mismo tiempo, el riesgo de accidente cerebrovascular se duplica cada década después de los 55 años. Aunque el 82 por ciento de las personas que mueren de enfermedad coronaria tienen 65 años o más las acumulaciones de grasa en los vasos sanguíneos pueden empezar a formarse en la adolescencia.
Se han propuesto múltiples explicaciones para explicar por qué la edad aumenta el riesgo de enfermedades cardiovasculares. Uno de ellos se relaciona con el nivel de colesterol en sangre. En la mayoría de las poblaciones, el nivel de colesterol total en sangre aumenta con la edad. En los hombres, este aumento se estabiliza entre los 45 y los 50 años, pero en las mujeres el aumento continúa hasta los 60 a 65 años.
El envejecimiento también se asocia con cambios en las propiedades mecánicas y estructurales de las paredes vasculares, lo que conduce a la pérdida de elasticidad arterial y a una distensibilidad arterial reducida y, posteriormente, puede conducir a una enfermedad de las arterias coronarias.

### Factores genéticos
Los factores genéticos influyen en el desarrollo prematuro de enfermedades cardiovasculares sobre todo en hombres antes de los 55 años y en mujeres antes de los 65 años. La presencia de antecedentes en enfermedades cardiovasculares en los padres multiplica por tres el riesgo de padecerlas. En estudios de asociación genética se ha encontrado que múltiples polimorfismos puntuales están asociados con enfermedades cardiovasculares, pero por lo general, su influencia individual es pequeña y las contribuciones genéticas a las enfermedades cardiovasculares son poco conocidas.

### Sexo
Los hombres tienen un mayor riesgo de padecer enfermedades cardiovasculares que las mujeres premenopáusicas. Una de las explicaciones propuestas para las diferencias de sexo en las enfermedades cardiovasculares es la diferencia hormonal. Entre las mujeres, el estrógeno es la hormona sexual predominante. Una vez pasada la menopausia, se ha argumentado que el riesgo de una mujer es similar al del hombre, aunque datos más recientes de la OMS y la ONU lo contradicen. Por otro lado, si una mujer tiene diabetes, es más probable que desarrolle una enfermedad cardíaca que un hombre con diabetes.
Las enfermedades coronarias son de 2 a 5 veces más comunes entre los hombres de mediana edad que entre las mujeres. En un estudio realizado por la Organización Mundial de la Salud, el sexo contribuye a aproximadamente el 40 % de la variación en las proporciones de la mortalidad por enfermedades coronarias. Una de las explicaciones propuestas para las diferencias sexuales en las enfermedades cardiovasculares es la diferencia hormonal. Entre las mujeres, el estrógeno es la hormona sexual predominante. Este podría tener efectos protectores sobre el metabolismo de la glucosa y el sistema hemostático, y también podría ejercer un efecto directo en la mejora de la función de las células endoteliales. La producción de estrógeno disminuye después de la menopausia, y esto podría cambiar el metabolismo de los lípidos femeninos hacia una forma más aterogénica al disminuir el nivel de colesterol HDL mientras aumenta los niveles de colesterol LDL y totales.
Entre hombres y mujeres, existen diferencias en el peso corporal, la altura, la distribución de la grasa corporal, la frecuencia cardíaca, el volumen sistólico y la distensibilidad arterial. En las personas de la tercera edad, la pulsatilidad y la rigidez de las arterias relacionadas con la edad es más pronunciada entre las mujeres que entre los hombres. Esto puede deberse al tamaño corporal más pequeño de la mujer y a las dimensiones arteriales, que son factores independientes de la menopausia.

### Consumo de tabaco
Los cigarrillos son la forma principal de consumo de tabaco. Los riesgos para la salud derivados del consumo de tabaco se derivan no solo del consumo directo de tabaco, sino también de la exposición al humo de tabaco ajeno. Aproximadamente el 10 % de las enfermedades cardiovasculares se atribuyen al tabaquismo; sin embargo, las personas que dejan de fumar a los 30 años tienen un riesgo de muerte casi tan bajo como los que nunca han fumado.

### Sedentarismo
La actividad física insuficiente (definida como menos de 5 sesiones de 30 minutos de actividad moderada por semana, o menos de 3 sesiones de 20 minutos de actividad intensa por semana) es el cuarto factor de riesgo principal de mortalidad en todo el mundo. En 2008, el 31,3 % de los adultos de 15 años o más (28,2 % hombres y 34,4 % mujeres) no realizaban suficiente actividad física. El riesgo de cardiopatía isquémica y diabetes mellitus se reduce en casi un tercio en los adultos que realizan unos 150 minutos de actividad física moderada cada semana (o equivalente). Además, la actividad física ayuda a perder peso y mejora el control de la glucosa en sangre, la presión arterial, el perfil de lípidos y la sensibilidad a la insulina. Estos efectos pueden, al menos en parte, explicar sus beneficios en la actividad cardiovascular.

### Dieta
Una dieta con alto contenido en grasas saturadas, grasas trans y sal, y una baja ingesta de frutas, verduras y pescado están relacionadas con el riesgo cardiovascular, aunque se discute si es suficiente para explicar las causas. La Organización Mundial de la Salud atribuye aproximadamente 1,7 millones de muertes en todo el mundo al bajo consumo de frutas y verduras. El consumo frecuente de alimentos con alto contenido calórico, como los alimentos procesados con alto contenido de grasas y azúcares, promueve la obesidad y puede aumentar el riesgo de enfermedades cardiovasculares. La cantidad consumida de sal también puede ser un determinante importante de los niveles de presión arterial y el riesgo cardiovascular. Los datos apuntan que la reducción de la ingesta de grasas saturadas durante al menos dos años reduce el riesgo de enfermedad cardiovascular. La ingesta elevada de grasas trans tiene efectos adversos sobre los lípidos y los marcadores inflamatorios en sangre, y se ha recomendado ampliamente la eliminación de las grasas trans de las dietas. En 2018, la Organización Mundial de la Salud estimó que las grasas trans eran la causa de más de medio millón de muertes al año. Existe evidencia de que un mayor consumo de azúcar se asocia con una presión arterial más alta, con una mayor concentración de lípidos desfavorables en sangre, y con un aumento del riesgo de diabetes mellitus. Un mayor consumo de carnes procesadas se asocia con un mayor riesgo de enfermedades cardiovasculares, posiblemente en parte debido a un mayor consumo de sal en la dieta. Las personas con obesidad tienen un mayor riesgo de aterosclerosis de las arterias coronarias.

### Alcohol
La relación entre el consumo de alcohol y las enfermedades cardiovasculares es compleja, aunque parece que depende de la cantidad de alcohol consumida. Existe una relación directa entre los altos niveles de consumo de alcohol y las enfermedades cardiovasculares. Un consumo bajo de alcohol sin episodios de consumo excesivo puede estar asociado con un menor riesgo de enfermedad cardiovascular, y hay evidencia de que las asociaciones entre el consumo moderado de alcohol y la protección contra un accidente cerebrovascular no son causales. Pese a estos datos, a nivel poblacional, los riesgos para la salud del consumo de alcohol superan cualquier beneficio potencial.

### Celiaquía
La enfermedad celíaca no diagnosticada se ha relacionado con numerosas afecciones cardiovasculares, la mayor parte de las cuales mejoran si se sigue una dieta sin gluten. Sin embargo, el retraso en el reconocimiento y el diagnóstico del celiaquismo pueden provocar daños cardiovasculares irreversibles.

### Hábitos del sueño
Los trastornos del sueño, como el síndrome de apnea-hipopnea durante el sueño o el insomnio, así como una duración del sueño particularmente corta o larga, se asocian con un riesgo cardiometabólico más alto.

### Situación socioeconómica
Las enfermedades cardiovasculares afectan más a los países de ingresos bajos y medios que a los países de ingresos altos. Hay relativamente poca información sobre los patrones sociales de las enfermedades cardiovasculares en los países de ingresos bajos y medios; pero en los países con mayores ingresos, las rentas bajas y un nivel educativo bajo se asocian sistemáticamente con un mayor riesgo de enfermedad cardiovascular. Las políticas que han dado lugar a un aumento de las desigualdades socioeconómicas se han asociado con mayores. Los factores psicosociales, las exposición a ciertos contaminantes ambientales, los hábitos relacionados con la salud y el acceso y la calidad de la atención médica contribuyen a las diferencias socioeconómicas en las enfermedades cardiovasculares, siendo necesaria una disminución de las diferencias en el nivel de vida dentro de una población para abordar las desigualdades en las enfermedades cardiovasculares y otras enfermedades no transmisibles.

### Contaminación ambiental
La contaminación por partículas se ha estudiado por sus efectos sobre las enfermedades cardiovasculares en la exposición a corto y largo plazo. Actualmente, las partículas en el aire de menos de 2,5 micrómetros de diámetro (PM2.5) son el foco principal de atención, en el que se utilizan gradientes para determinar el riesgo de enfermedad cardiovascular. En general, la exposición prolongada a la contaminación por partículas tanto a largo plazo como a corto plazo aumenta la tasa de aterosclerosis e inflamación sistémica entre otras afecciones cardiovasculares, llegando incluso a aumentar el número de ingresos hospitalarios y muertes por enfermedades cardiovasculares y pulmonares el día siguiente de un episodio de contaminación ambiental.

### Depresión y estrés traumático
Existe evidencia de que los problemas de salud mental, en particular la depresión y el estrés traumático, están relacionados con las enfermedades cardiovasculares. Si bien se sabe que los problemas de salud mental están asociados con factores de riesgo de enfermedades cardiovasculares como el tabaquismo, la mala alimentación y un estilo de vida sedentario, estos factores por sí solos no explican el mayor riesgo de enfermedades cardiovasculares que se observa en la depresión, el estrés y la ansiedad. Además, el trastorno por estrés postraumático se asocia de forma independiente con un mayor riesgo de enfermedad coronaria incidente, incluso después de ajustar la depresión y otras covariables.

### Riesgo laboral
Aunque todavía es necesario investigar con profundidad la relación entre el riesgo de enfermedades cardiovasculares y el trabajo, se han establecido vínculos entre estos y ciertas toxinas, el calor y el frío extremos, la exposición al humo del tabaco y problemas de salud mental como el estrés y la depresión.

#### Riesgos psicológicos
Se han encontrado situaciones que aumentan el riesgo a sufrir problemas cardiovasculares como en trabajos mentalmente estresantes, en situaciones de inseguridad laboral o con un desequilibrio entre el esfuerzo y la recompensa, en puestos de trabajo con un bajo soporte social, en trabajos con horario nocturno, con jornadas laborales muy largas o aquellas personas expuestas a ruidos fuertes.

#### Riesgos por exposición a sustancias químicas
Un informe de la agencia de salud sueca de 2017 encontró que la exposición en el lugar de trabajo al polvo de sílice, al humo de los tubos de escape o las emanaciones en los trabajos de soldadura están asociados con enfermedades cardíacas, como la enfermedad cardíaca pulmonar, entre otras. También existen asociaciones con la exposición a arsénico, benzopirenos, plomo, dinamita, disulfuro de carbono, monóxido de carbono, taladrina y al humo del tabaco en el trabajo. Trabajar con la producción electrolítica de aluminio o en la fabricación de papel cuando se utiliza el proceso Kraft está asociado a enfermedades cardíacas como el ictus. También se encontró una asociación entre la enfermedad cardíaca y la exposición a compuestos que ya no están permitidos en ciertos entornos de trabajo, como los fenoxiácidos que contienen TCDD (dioxina) o asbesto.

### Hematopoyesis clonal
Ciertas mutaciones asociadas a la leucemia en las células sanguíneas también pueden conducir a un mayor riesgo de enfermedad cardiovascular. Varios proyectos de investigación a gran escala que analizan datos genéticos humanos han encontrado un vínculo sólido entre la presencia de estas mutaciones, una condición conocida como hematopoyesis clonal, y los incidentes y la mortalidad relacionados con enfermedades cardiovasculares.

### Radioterapia
La radioterapia puede aumentar el riesgo de enfermedad cardíaca y el riesgo de muerte, como se observó en regímenes de tratamiento anteriores a 1990 de radioterapia para el cáncer de mama. La radiación terapéutica aumenta el riesgo de un trastorno cardiovascular posterior (ataque cardíaco o accidente cerebrovascular) entre 1,5 y 4 veces la tasa normal. El aumento es dependiente de la dosis, relacionado con la fuerza, el volumen y la ubicación de la dosis de la radiación.
Los efectos secundarios tardíos cardiovasculares se han denominado enfermedad cardíaca inducida por radiación (RIHD) y enfermedad vascular inducida por radiación (RIVD). Los síntomas dependen de la dosis e incluyen cardiomiopatía, fibrosis miocárdica, valvulopatía, enfermedad de las arterias coronarias, arritmia cardíaca y enfermedad vascular periférica. La fibrosis inducida por la radiación, el daño de las células vasculares y el estrés oxidativo pueden provocar estos y otros fectos secundarios tardíos.

## Biomarcadores

Micrografía electrónica de barrido de color dependiente de la densidad SEM (DDC-SEM) de calcificación cardiovascular, que muestra en naranja partículas esféricas de fosfato de calcio (material más denso) y, en verde, la matriz extracelular (material menos denso)

Algunos Biomarcadores están hechos con el propósito de brindar detalladamente los riesgos de una enfermedad cardiovascular. Sin embargo, el valor clínico de estos biomarcadores no es definitivo por lo que las agencias de salud cardiovascular europea, canadiense y norteamericana siguen criterios distintos en algunos de ellos. Actualmente los biomarcadores que pueden reflejar un mayor riesgo de enfermedades cardiovasculares incluyen la puntuación en el nivel de calcificación arterial, el índice tobillo brazo, la proteína C reactiva (hs-CRP) relacionada con los procesos inflamatorios, la concentración en sangre de fibrinógeno, de homocisteína, de PAI-1, de dimetilarginina asimétrica y de péptido natriurético cerebral, las apolipoproteinas A-I y B, y la lipoproteína (a)  o la hiperfosfatemia.

## Monitorización
El cribado y la selección de las intervenciones de prevención primaria se han realizado tradicionalmente a través del riesgo absoluto utilizando una variedad de puntuaciones (por ejemplo, puntuaciones de riesgo de Framingham o Reynolds). Esta estratificación ha separado a las personas que reciben intervenciones que buscan modificar el estilo de vida (generalmente las de riesgo bajo e intermedio) de las que reciben medicación (las de riesgo más alto). El número y la variedad de puntuaciones de riesgo disponibles para su uso se han multiplicado, pero su eficacia según una revisión de 2016 no estaba clara debido a la falta de validación externa o análisis de impacto. Los modelos de estratificación del riesgo a menudo carecen de sensibilidad para los diferentes grupos de población y no tienen en cuenta el gran número de eventos negativos entre los grupos de riesgo intermedio y bajo. Debido a esto, el cribado preventivo futuro parece virar hacia la aplicación de mecanismo de prevención en lugar de seguir la evaluación de riesgos a gran escala.
La evaluación del riesgo cardiovascular mediante electrocardiograma (ya sea en reposo o con ejercicio) no se recomienda en personas sin síntomas y de riesgo bajo, ya que esta prueba suele derivar en intervenciones invasivas. Esto incluye a aquellos que son jóvenes sin factores de riesgo. En aquellos con mayor riesgo, la evidencia de detección con ECG no es concluyente. Tampoco se recomienda realizar imágenes de perfusión miocárdica o pruebas de esfuerzo cardíaco en personas de bajo riesgo que no presente síntomas. Algunos biomarcadores pueden sumarse a las variables de monitorización de riesgo cardiovascular convencionales; sin embargo, el valor de algunos biomarcadores es cuestionable.
La prueba de lípidos en niños a partir de los 2 años tan solo se recomienda si hay antecedentes familiares de enfermedad cardíaca o problemas en el metabolismo de lípidos con el objetivo de mejorar los hábitos en el estilo de vida de las personas en riesgo, como la dieta y el ejercicio.

## Prevención y tratamiento
Las estrategias de intervención o tratamiento que se apliquen en cada caso pueden variar evaluando el coste-beneficio de cada medida o incluso de su viabilidad, teniendo en cuenta que las intervenciones y políticas públicas a largo plazo enfocadas hacia la salud y el aumento de nivel de vida en general son las intervenciones más efectivas y más económicas. Cada persona, colectivos o región puede requerir enfoques distintos dependiendo de factores como el acceso al sistema de salud, envejecimiento de la población, acceso a comida saludable, regulación estatal sobre el tabaco, etc. Hasta el 90 % de las enfermedades cardiovasculares se pueden prevenir mediante intervenciones de dieta y estilo de vida si se evitan los factores de riesgo establecidos.
La gripe puede aumentar la probabilidad de ataques cardíacos y accidentes cerebrovasculares y, por lo tanto, la vacunación puede disminuir la posibilidad de eventos cardiovasculares y muerte en personas con enfermedades cardíacas.
Una revisión Cochrane de 2020 no encontró ningún beneficio adicional en términos de mortalidad y eventos adversos graves cuando la presión arterial se redujo a ≤ 135/85 mmHg (desde ≤ 140 a 160/90 a 100 mmHg), lo que sugiere que no se deriva ningún beneficio neto para la salud cuando se reduce la presión arterial sistólica en personas con hipertensión y ECV.
Las medidas más frecuentes en la prevención y tratamiento de las enfermedades cardiovasculares incluyen:
- Reducción del consumo de grasas saturadas: existe evidencia de calidad moderada de que la reducción de la proporción de grasas saturadas en la dieta y su sustitución por grasas insaturadas o carbohidratos durante un período de al menos dos años conduce a una reducción del riesgo de enfermedad cardiovascular.[82]
- Dejar de fumar y evitar el humo indirecto.[83] Dejar de fumar reduce el riesgo en aproximadamente un 35 %.[84]
- Mantener una dieta saludable, como la dieta mediterránea.[83][85] Las intervenciones enfocadas en la dieta son efectivas para reducir los factores de riesgo cardiovascular cuando se aplican durante un año, pero la efectividad a largo plazo de tales intervenciones y su impacto en las enfermedades cardiovasculares son inciertos.[86]
- Al menos 150 minutos (2 horas y 30 minutos) de ejercicio moderado por semana.[87][88]
- Ceñir el consumo de alcohol a los límites diarios recomendados.[83] Las personas que tienen un consumo moderado o bajo de alcohol tienen menos de riesgo de enfermedad cardiovascular que las personas que consumen altas cantidades de alcohol o que las personas que no consumen alcohol.[89][90][91] Sin embargo, las personas que están genéticamente predispuestas a consumir menos alcohol tienen tasas más bajas de enfermedad cardiovascular,[92] lo que sugiere que el alcohol de por sí puede no ser protector. El consumo de alcohol se asocia con un mayor riesgo de un evento cardiovascular en el día siguiente al consumo.[89]
- Reducción de la presión arterial, si está elevada. Una reducción de 10 mmHg en la presión arterial reduce el riesgo en aproximadamente un 20 %.[93]
- Disminución del colesterol, excepto del tipo HDL.[94][95] El tratamiento con estatinas reduce la mortalidad cardiovascular en aproximadamente un 31 %.[96]
- Disminución de la cantidad grasa corporal si tiene sobrepeso u obesidad.[97] El efecto de la pérdida de peso a menudo es difícil de distinguir del cambio en la dieta, y la evidencia sobre las dietas reductoras de peso es limitada.[98] En estudios observacionales de personas con obesidad severa, la pérdida de peso después de la cirugía bariátrica se asocia con una reducción del 46 % en el riesgo cardiovascular.[99]
- Disminución del estrés psicosocial.[100] Esta medida es más difícil de aplicar debido a que no hay consenso sobre lo que constituye una intervención psicosocial.[101] La isquemia miocárdica inducida por estrés mental se asocia a un mayor riesgo de problemas cardíacos en personas con enfermedades cardíacas previas.[102] El estrés emocional y físico severo puede llegar a conducir a una forma de disfunción cardíaca conocida como síndrome de Takotsubo.[103] El estrés, sin embargo, juega un papel relativamente menor en la hipertensión.[104] Las terapias de relajación específicas tienen un beneficio poco claro.[105][106]
- Prevención desde la infancia del riesgo de padecer enfermedad cardiovascular mediante un score.[107]

### Dieta
Seguir una dieta rica en frutas y verduras y bajas en grasas saturadas y colesterol, como la dieta mediterránea o la DASH, reduce el riesgo de enfermedad cardiovascular y de muerte. Por otro lado este tipo de dietas son más efectivas en provocar cambios a largo plazo en los factores que afectan al riesgo cardiovascular (p. ej., niveles más bajos de colesterol y presión arterial) que las dietas bajas en grasas o bajas en carbohidratos. La dieta DASH (alta en nueces, pescado, frutas y verduras, y baja en dulces, carnes rojas y grasas) es efectiva para reducir la presión arterial, reducir el colesterol total y las lipoproteínas de baja densidad y mejorar el síndrome metabólico; pero la evidencia para los beneficios a largo plazo es baja. Una dieta alta en fibra se asocia a un menor riesgo de enfermedad cardiovascular.
Hay cierto consenso en recomendar una reducción de las grasas saturadas, y en la sustitución de estas por grasas poliinsaturadas y no por carbohidratos, aunque el papel de las grasas alimentarias en las enfermedades cardiovasculares es complejo y controvertido. Un mayor consumo de grasas en la dieta no está asociado con un mayor riesgo cardiovascular, excepto en el consumo de grasas trans, pero si está relacionado con un mayor nivel de colesterol y de obesidad. En cambio una dieta con grasas provenientes del consumo de pescado, con mayor porcentaje de ácidos grasos poliinsaturados n-3, está relacionada con un menor riesgo de enfermedad cardiovascular.
En 2015 la Administración de Alimentos y Medicamentos (FDA) determinó que "ya no hay un consenso entre los expertos calificados de que los aceites parcialmente hidrogenados (PHO), que son la principal fuente dietética de ácidos grasos trans producidos industrialmente (IP-TFA), sean reconocidos como seguros (GRAS) para cualquier uso en la alimentación humana''.
En general se suele recomendar un consumo de menos de 5 gramos diarios de sal en la dieta, ya que esto reduce la presión alta y por tanto el riesgo de hipertensión y de evento cardiovascular, y aunque parece que podría reducir la mortalidad, los accidentes cerebrovasculares y la hipertrofia ventricular izquierda no hay consenso en cuanto al alcance de estos últimos. En cambio otros estudios señalan que una reducción de la sal en la dietas no es evidente, o incluso podría ser contraproducente en algunos casos como en la insuficiencia cardíaca compensada.

### Medicación
Los medicamentos para la presión arterial reducen las enfermedades cardiovasculares en las personas en riesgo, independientemente de la edad, el nivel inicial de riesgo cardiovascular, o la presión arterial basal. Los tratamientos farmacológicos más comunes tienen una eficacia similar para reducir el riesgo de los eventos cardiovasculares más importantes, aunque puede haber diferencias entre medicamentos en su capacidad para prevenir resultados específicos. Una mayor reducción de la presión arterial reduce en mayor medida el riesgo, y la mayoría de las personas con presión arterial alta requieren más de un medicamento para lograr una reducción adecuada en la presión arterial. La adherencia a los medicamentos es a menudo deficiente y se han probado distintos métodos para mejorarla, con resultados poco satisfactorios.
Las estatinas son eficaces en prevenir un desarrollo negativo posterior a un evento en personas con enfermedades cardiovasculares recurrentes. Como la tasa de eventos es más alta en hombres que en mujeres, la disminución de eventos se observa más fácilmente en hombres que en mujeres. En las personas en riesgo, pero sin antecedentes de enfermedad cardiovascular (prevención primaria), las estatinas disminuyen el riesgo de muerte y la combinación de enfermedades cardiovasculares fatales y no fatales. Sin embargo, el beneficio es pequeño. Una guía de los Estados Unidos recomienda estatinas en aquellos que tienen un 12 % o más de riesgo de enfermedad cardiovascular durante los próximos diez años. La niacina, los fibratos y los inhibidores de CETP, aunque pueden aumentar el colesterol HDL, no afectan el riesgo de enfermedad cardiovascular en quienes ya se encuentren en tratamiento con estatinas. Los fibratos reducen los triglicéridos, pero no hay evidencia que sugiera que reduzcan ni la morbilidad ni la mortalidad en las enfermedades cardiovasculares.
Los antidiabéticos ppodrían reducir el riesgo cardiovascular en personas con diabetes tipo 2, aunque la evidencia no es concluyente. Un metanálisis realizado en 2009 con 27 049 participantes y 2370 eventos vasculares importantes mostró una reducción del riesgo relativo del 15 % en la enfermedad cardiovascular con una disminución más intensa de la glucosa durante un período de seguimiento promedio de 4,4 años, pero reportó mayor riesgo de hipoglucemia grave.
La aspirina tiene un beneficio moderado en aquellos con bajo riesgo de enfermedad cardíaca, ya que el riesgo de hemorragia grave es casi igual al beneficio con respecto a los problemas cardiovasculares. En aquellos con muy bajo riesgo, en mujeres menores de 55 y hombres menores de 45 años, y en personas por encima de los 70, no se recomienda.
El uso de agentes vasoactivos para personas con hipertensión pulmonar, cardiopatía izquierda o enfermedades pulmonares hipoxémicas puede causar daños y genera gastos innecesarios.

### Actividad física
Los tratamientos basada en el ejercicio físico después de un ataque cardíaco reducen el riesgo de muerte por enfermedad cardiovascular y a futuras hospitalizaciones. Se han realizado pocos estudios de alta calidad sobre los beneficios del entrenamiento físico en personas con mayor riesgo cardiovascular, pero sin antecedentes de enfermedad cardiovascular.
Se estima que la inactividad física es responsable del 6 % de la prevalencia de la enfermedad coronaria en todo el mundo. Los programas de ejercicio en casa pueden ser más eficientes para mejorar la adherencia a la actividad física.

Muertes causadas por una enfermedad cardiovascular por cada millón de personas en 2012
318–925
926–1,148
1,149–1,294
1,295–1,449
1,450–1,802
1,803–2,098
2,099–2,624
2,625–3,203
3,204–5,271
5,272–10233

Años de vida ajustados por discapacidad de las enfermedades cardiovasculares por cada 100 000 inhabitantes en 2004
sin datos
<900
900–1650
1650–2300
2300–3000
3000–3700
3700–4400
4400–5100
5100–5800
5800–6500
6500–7200
7200–7900
>7900

### Suplementos dietéticos
Aunque seguir una dieta sana es beneficioso, no se ha demostrado que el efecto de la suplementación con antioxidantes o vitaminas proteja contra las enfermedades cardiovasculares e incluso en algunos casos puede llegar a ser perjudicial. La vitamina B3 puede ser una excepción, ya que se ha asociado a una modesta disminución del riesgo de eventos cardiovasculares en las personas de alto riesgo. Tampoco se ha encontrado que los suplementos minerales sean útiles excepto en los tratamientos con magnesio para la hipertensión. No hay evidencia que respalde la suplementación con ácidos grasos omega-3.
Existe poca o nula evidencia sobre los efectos en el riesgo cardiovascular de los suplementos dietéticos de ácidos grasos omega-3.

## Epidemiología
Las enfermedades cardiovasculares son la principal causa de muerte en todo el mundo, excepto en África. En conjunto, las ECV provocaron 17,9 millones de muertes (32,1 %) en 2015, frente a 12,3 millones (25,8 %) en 1990. Las muertes  por ECV son más comunes y han ido en aumento en gran parte de los países con ingresos bajos y medios, mientras que las tasas han disminuido en la mayor parte de los países desarrollados desde la década de 1970. La enfermedad de las arterias coronarias y el ictus representan el 80 % de las muertes por ECV en los hombres y el 75 % de las muertes por ECV en las mujeres, siendo la mayoría personas en edad adulta. La edad promedio de muerte por enfermedad de las arterias coronarias en los países desarrollados es de alrededor de 80 años, mientras que en el mundo en desarrollo es de alrededor de 68 años. El diagnóstico de la enfermedad suele ocurrir de siete a diez años antes en los hombres que en las mujeres.
Se estima que el 60 % del impacto de las enfermedades cardiovasculares a nivel mundial se da en la India, a pesar de que solo representa el 20 % de la población mundial. Esto puede ser debido a una combinación de predisposición genética y factores ambientales. Organizaciones como la Indian Heart Association o la Federación Mundial del Corazón trabajan para concienciar sobre estos temas. En Estados Unidos, el 11 % de las personas entre 20 y 40 tienen algún tipo de enfermedad cardiovascular, mientras que el 37 % entre 40 y 60, el 71 % de las personas entre 60 y 80 y el 85 % de las personas mayores de 80 tienen ECV.

## Investigación
Existe evidencia de que la enfermedad cardiovascular existió en la prehistoria, y la investigación sobre la enfermedad cardiovascular data de al menos el siglo XVIII. Las causas, la prevención y el tratamiento de todas las formas de enfermedades cardiovasculares siguen siendo campos activos de la investigación biomédica, con cientos de estudios científicos publicados semanalmente.
Las áreas de investigación recientes incluyen el vínculo entre la inflamación y la aterosclerosis, el potencial de nuevas intervenciones terapéuticas y la genética de la enfermedad coronaria.